# 미국 교통부

미국 교통부 상징표

미국 교통부(美國 交通部, 영어: Department of Transportation)는 미국의 행정 기관이다. 연방 정부의 한 부로서 국가의 운수 정책이나 계획을 입안하고 실시한다.
교통부 장관은 55,000명 이상의 직원과 연방 항공국, 연방 고속도로 관리국, 연방 철도국, 미국 고속도로 교통 안전국을 포함한 13개 기관이 있는 미국 교통부를 감독한다.

## 같이 보기
- 미국 연방 교통안전위원회
- 미국의 교통